# Beata Kamuda-Dudzińska
Beata Janina Kamuda-Dudzińska (ur. 12 lipca 1960 w Gardei, zm. 2 lipca 2024) – polska wioślarka, olimpijka z Moskwy (1980), pracownik samorządowy.
Jej kariera sportowa przypada na lata 1975–1980.
W 1980 ukończyła Liceum Ogólnokształcące im. Kazimierza Wielkiego w Wałczu, a następnie studia ekonomiczne.
Należała do klubów sportowych: KW Wisła Grudziądz i MKS Wałcz. Jej trenerami byli: Ryszard Świerczyński i Ryszard Koch.

## Osiągnięcia sportowe
- 2 razy zdobyła mistrzostwo Polski (czwórka ze sternikiem i ósemka)
- 1979 – 12. miejsce podczas mistrzostw świata w Bledzie (czwórka ze sternikiem, w osadzie razem z K. Ambros, Wandą Piątkowską-Kiestrzyn, Teresą Soroką-Frąckowską, Grażyną Różańską-Pawłowską – sterniczka)
- 1980 – uczestniczka igrzysk olimpijskich w Moskwie, w osadzie razem z Urszulą Niebrzydowską-Janikowską, Ewą Lewandowską-Pomes, Wandą Piątkowską-Kiestrzyn, Jolantą Modlińską, Krystyną Ambros-Żurek, Teresą Soroką-Frąckowską, Wiesławą Kiełsznia-Buksińską, Grażyną Różańską-Pawłowską (sterniczka) – ósemki, odpadły z konkurencji – po 3. miejscu w przedbiegach (3:25.15), a następnie 4. miejscu w repesażach (3:24.04)